# Еміль Гадльвредссон
Заголовок цієї статті — це ісландське ім'я, де Еміль — особове ім'я, а Гадльвредссон — ім'я по батькові. 
Еміль Гадльвредссон (ісл. Emil Hallfreðsson, нар. 29 червня 1984, Гапнарф'єрдюр) — ісландський футболіст, лівий півзахисник італійського «Удінезе» та національної збірної Ісландії.

## Клубна кар'єра
Народився 29 червня 1984 року в місті Гапнарф'єрдюр. Вихованець футбольної школи клубу «Гапнарфйордур». Дорослу футбольну кар'єру розпочав 2002 року в основній команді того ж клубу, в якій провів два сезони, взявши участь у 28 матчах чемпіонату.
2005 року перейшов до англійського «Тоттенгем Готспур», керівництво якого вважало лівий фланг проблемною зоною команди і шукало гравців для посилення конкуренції Рето Ціглеру. Разом з Емілем до «Тоттенгема» прийшов досвідченіший ірландський лівий півзахисник Енді Рід, який почав отримувати місце у складі головної команди лондонського клубу. Натомість Еміль почав грати за команду дублерів. 2006 року мав ігрову практику в шведському «Мальме», де виступав на умовах оренди.
Повернувшись з оренди до «Тоттенгема», знову не зміг пробитися до «основи» і в липні 2007 перебрався до Норвегії, уклавши трирічний контракт з місцевим «Люном». Утім за норвезьку команду провів лише декілька ігор, зокрема лише один матч чемпіонату, після чого у серпні того ж 2007 року досить несподівано було оголошено про перехід ісландця до італійської «Реджини». В Італії Еміль розпочав виступи як регулярний гравець основного складу, проте у другому сезоні почав дедалі рідше виходити на поле і влітку 2009 року погодився перейти на умовах річної оренди до представника англійського Чемпіонату Футбольної Ліги «Барнслі», в якому мав постійну ігрову практику.
Після завершення терміну оренди в Англії влітку 2010 року повернувся до Італії, де відразу знову відправився в оренду, цього разу до «Верони», що на той час змагалася у третьому за силою італійському дивізіоні Ліга Про. Протягом наступного сезону став одним з ключових гравців веронського клубу, який виборов підвищення у класі до Серії B. Усвідомлюючи важливість Еміля для побудови гри «Верони», керівництво клубу знайшло можливість у червні 2011 викупити права на ісландського півзахисника і укласти з ним повноцінний контракт. Протягом наступних двох сезонів Еміль у складі веронської команди змагався у другому дивізіоні італійського чемпіонату, і, якщо у першому з цих сезонів веронцям трохи не вистачило майстерності аби піднятися до елітної Серії A, то в сезоні 2012/13 Еміль з партнерами по команді успішно вирішили завдання повернення «Верони» до найсильнішої італійської ліги. Попри суттєве підсилення складу команди для виступів серед найсильніших італійських клубів, ісландець залишився основним лівим півзахисником «Верони» й після виходу до Серії A.
30 січня 2016 року уклав контракт на 2,5 роки з «Удінезе».

## Виступи за збірні
2000 року дебютував у складі юнацької збірної Ісландії, взяв участь у 10 іграх на юнацькому рівні.
Протягом 2004—2006 років залучався до складу молодіжної збірної Ісландії. На молодіжному рівні зіграв у 14 офіційних матчах, забив 3 голи.
30 березня 2005 року дебютував в офіційних матчах у складі національної збірної Ісландії, вийшовши на заміну наприкінці товариського матчу проти збірної Італії. З початку 2007 року вже став основним гравцем національної збірної своєї країни, а у вересні того ж року забив свій перший гол у її складі, відкривши рахунок у домашньому матчі відбору до Євро-2008 проти збірної Іспанії, який іспанцям лише наприкінці зустрічі вдалося звести унічию.
Загалом провів у формі головної команди Ісландії 62 матчі, забивши 1 гол.
| Дата       | Місто         | Господарі          | Результат | Гості              | Турнір            | Голи | Примітки    |
| ---------- | ------------- | ------------------ | --------- | ------------------ | ----------------- | ---- | ----------- |
| 30-03-2005 | Падуя         | Італія             | 0 – 0     | Ісландія           | товариський матч  | -    | 89'         |
| 28-02-2006 | Лондон        | Тринідад і Тобаго  | 0 – 0     | Ісландія           | товариський матч  | -    |             |
| 07-10-2006 | Рига          | Латвія             | 4 – 0     | Ісландія           | Відбір до ЧЄ 2008 | -    | 71'         |
| 11-10-2006 | Рейк'явік     | Ісландія           | 1 – 2     | Швеція             | Відбір до ЧЄ 2008 | -    |             |
| 28-03-2007 | Мальорка      | Іспанія            | 1 – 0     | Ісландія           | Відбір до ЧЄ 2008 | -    | 74'         |
| 02-06-2007 | Рейк'явік     | Ісландія           | 1 – 1     | Ліхтенштейн        | Відбір до ЧЄ 2008 | -    | 71' 82'     |
| 06-06-2007 | Стокгольм     | Швеція             | 5 – 0     | Ісландія           | Відбір до ЧЄ 2008 | -    | 53'         |
| 22-08-2007 | Рейк'явік     | Ісландія           | 1 – 1     | Канада             | товариський матч  | -    | 85'         |
| 08-09-2007 | Рейк'явік     | Ісландія           | 1 – 1     | Іспанія            | Відбір до ЧЄ 2008 | 1    |             |
| 12-09-2007 | Рейк'явік     | Ісландія           | 2 – 1     | Північна Ірландія  | Відбір до ЧЄ 2008 | -    |             |
| 13-10-2007 | Рейк'явік     | Ісландія           | 2 – 4     | Латвія             | Відбір до ЧЄ 2008 | -    |             |
| 17-10-2007 | Вадуц         | Ліхтенштейн        | 3 – 0     | Ісландія           | Відбір до ЧЄ 2008 | -    |             |
| 21-11-2007 | Копенгаген    | Данія              | 3 – 0     | Ісландія           | Відбір до ЧЄ 2008 | -    | 73'         |
| 26-03-2008 | Злате Моравце | Словаччина         | 1 – 2     | Ісландія           | товариський матч  | -    | 90'         |
| 28-05-2008 | Рейк'явік     | Ісландія           | 0 – 1     | Уельс              | товариський матч  | -    | 70'         |
| 20-08-2008 | Рейк'явік     | Ісландія           | 1 – 1     | Азербайджан        | товариський матч  | -    | 58'         |
| 06-09-2008 | Осло          | Норвегія           | 2 – 2     | Ісландія           | Відбір до ЧС 2010 | -    | 74'         |
| 10-09-2008 | Рейк'явік     | Ісландія           | 1 – 2     | Шотландія          | Відбір до ЧС 2010 | -    |             |
| 11-10-2008 | Роттердам     | Нідерланди         | 2 – 0     | Ісландія           | Відбір до ЧС 2010 | -    |             |
| 15-10-2008 | Рейк'явік     | Ісландія           | 1 – 0     | Північна Македонія | Відбір до ЧС 2010 | -    |             |
| 19-11-2008 | Та-Калі       | Мальта             | 0 – 1     | Ісландія           | товариський матч  | -    | 80'         |
| 11-02-2009 | Мурсія        | Ісландія           | 2 – 0     | Ліхтенштейн        | товариський матч  | -    | 60'         |
| 10-06-2009 | Скоп'є        | Північна Македонія | 2 – 0     | Ісландія           | Відбір до ЧС 2010 | -    |             |
| 12-08-2009 | Рейк'явік     | Ісландія           | 1 – 1     | Словаччина         | товариський матч  | -    |             |
| 05-09-2009 | Рейк'явік     | Ісландія           | 1 – 1     | Норвегія           | Відбір до ЧС 2010 | -    | 75' 88'     |
| 09-09-2009 | Рейк'явік     | Ісландія           | 3 – 1     | Грузія             | товариський матч  | -    | 84'         |
| 13-10-2009 | Рейк'явік     | Ісландія           | 1 – 0     | ПАР                | товариський матч  | -    |             |
| 14-11-2009 | Люксембург    | Люксембург         | 1 – 1     | Ісландія           | товариський матч  | -    |             |
| 03-03-2010 | Ларнака       | Кіпр               | 0 – 0     | Ісландія           | товариський матч  | -    | 84'         |
| 29-02-2012 | Подгориця     | Чорногорія         | 2 – 0     | Ісландія           | товариський матч  | -    |             |
| 07-09-2012 | Рейк'явік     | Ісландія           | 2 – 0     | Норвегія           | Відбір до ЧС 2014 | -    | 91'         |
| 11-09-2012 | Ларнака       | Кіпр               | 1 – 0     | Ісландія           | Відбір до ЧС 2014 | -    | 46'         |
| 12-10-2012 | Тирана        | Албанія            | 1 – 2     | Ісландія           | Відбір до ЧС 2014 | -    |             |
| 16-10-2012 | Рейк'явік     | Ісландія           | 0 – 2     | Швейцарія          | Відбір до ЧС 2014 | -    | 85'         |
| 06-02-2013 | Марбелья      | Ісландія           | 0 – 2     | Росія              | товариський матч  | -    |             |
| 22-03-2013 | Любляна       | Словенія           | 1 – 2     | Ісландія           | Відбір до ЧС 2014 | -    | 76'         |
| 07-06-2013 | Рейк'явік     | Ісландія           | 2 – 4     | Словенія           | Відбір до ЧС 2014 | -    | 63'         |
| 14-08-2013 | Рейк'явік     | Ісландія           | 1 – 0     | Фарерські острови  | товариський матч  | -    | 46'         |
| 19-11-2013 | Загреб        | Хорватія           | 2 – 0     | Ісландія           | Відбір до ЧС 2014 | -    | 73' 85'     |
| 05-03-2014 | Кардіфф       | Уельс              | 3 – 1     | Ісландія           | товариський матч  | -    |             |
| 30-05-2014 | Інсбрук       | Австрія            | 1 – 1     | Ісландія           | товариський матч  | -    | 79'         |
| 04-06-2014 | Рейк'явік     | Ісландія           | 1 – 0     | Естонія            | товариський матч  | -    | 67'         |
| 09-09-2014 | Рейк'явік     | Ісландія           | 3 – 0     | Туреччина          | Відбір до ЧЄ 2016 | -    |             |
| 10-10-2014 | Рига          | Латвія             | 0 – 3     | Ісландія           | Відбір до ЧЄ 2016 | -    | 87'         |
| 13-10-2014 | Рейк'явік     | Ісландія           | 2 – 0     | Нідерланди         | Відбір до ЧЄ 2016 | -    |             |
| 16-11-2014 | Пльзень       | Чехія              | 2 – 1     | Ісландія           | Відбір до ЧЄ 2016 | -    | 62'         |
| 28-03-2015 | Астана        | Казахстан          | 0 – 3     | Ісландія           | Відбір до ЧЄ 2016 | -    | 72'         |
| 31-03-2015 | Таллінн       | Естонія            | 1 – 1     | Ісландія           | товариський матч  | -    | кап. 60'    |
| 12-06-2015 | Рейк'явік     | Ісландія           | 2 – 1     | Чехія              | Відбір до ЧЄ 2016 | -    | 63'         |
| 10-10-2015 | Рейк'явік     | Ісландія           | 2 – 2     | Латвія             | Відбір до ЧЄ 2016 | -    |             |
| 24-3-2016  | Гернінг       | Данія              | 2 – 1     | Ісландія           | товариський матч  | -    | 46'         |
| 29-3-2016  | Афіни         | Греція             | 2 – 3     | Ісландія           | товариський матч  | -    | 18' — 46'   |
| 1-6-2016   | Осло          | Норвегія           | 3 – 2     | Ісландія           | товариський матч  | -    | 46'         |
| 6-6-2016   | Рейк'явік     | Ісландія           | 4 – 0     | Ліхтенштейн        | товариський матч  | -    | 69'         |
| 18-6-2016  | Марсель       | Ісландія           | 1 – 1     | Угорщина           | ЧЄ 2016           | -    | 65'         |
| 5-9-2016   | Київ          | Україна            | 1 – 1     | Ісландія           | Відбір до ЧС 2018 | -    | 85'         |
| 24-3-2017  | Шкодер        | Косово             | 1 – 2     | Ісландія           | Відбір до ЧС 2018 | -    |             |
| 11-6-2017  | Рейк'явік     | Ісландія           | 1 – 0     | Хорватія           | Відбір до ЧС 2018 | -    |             |
| 2-9-2017   | Тампере       | Фінляндія          | 1 – 0     | Ісландія           | Відбір до ЧС 2018 | -    | 45+1' — 60' |
| 5-9-2017   | Рейк'явік     | Ісландія           | 2 – 0     | Україна            | Відбір до ЧС 2018 | -    | 2' — 89'    |
| 9-10-2017  | Рейк'явік     | Ісландія           | 2 – 0     | Косово             | Відбір до ЧС 2018 | -    | 89'         |
| 24-3-2018  | Санта-Клара   | Мексика            | 3 – 1     | Ісландія           | товариський матч  | -    | 45+1' — 68' |
| Усього     |               | Матчів             | 62        |                    | Голів             | 1    |             |